# Sphyraena forsteri
Espèce
Sphyraena forsteri est une espèce de poissons de la famille des Sphyraenidae.